# 1466 Mündleria
1466 Mündleria este un asteroid din centura principală, descoperit pe 31 mai 1938, de Karl Reinmuth.